# Gornje Trudovo
Gornje Trudovo (en serbe cyrillique : Горње Трудово) est un village de Serbie situé dans la municipalité de Nova Varoš, district de Zlatibor. Au recensement de 2011, il comptait 57 habitants.

## Démographie
| 1948 | 1953 | 1961 | 1971 | 1981 | 1991 | 2002 | 2011 |
| ---- | ---- | ---- | ---- | ---- | ---- | ---- | ---- |
| 658  | 684  | 697  | 650  | 355  | 208  | 139  | 57   |

|  |